# Groß Hegesdorf
Groß Hegesdorf ist ein Ortsteil der Gemeinde Apelern in der Samtgemeinde Rodenberg im Landkreis Schaumburg im Bundesland Niedersachsen in Deutschland. Der Ort hat etwa 230 Einwohner.

## Geographie
Dorf und Gemarkung Groß Hegesdorf liegen am Osthang des Heisterberges, der nördlichen Spitze des Bückebergs. Die südlich des Ortes im Soldorfer Becken liegenden Dörfer sind seit 1974 gleichfalls Ortsteile der Gemeinde Apelern. Die Landesstraße 444, der Kohlenweg am Dorfrand verbindet das frühere schaumburgische Steinkohlenrevier um Stadthagen mit dem Verwaltungssitz in Rodenberg.

## Geschichte
Zahlreiche Hünengräber im Heisterberg deuten auf eine frühe Besiedlung der Gegend.
Groß Hegesdorf wurde erstmals um das Jahr 1150 unter dem Namen Hit-Tigs Dorf erwähnt. Aus dem Jahr 1432 ist der Name Groten Hegesdorp belegt.
Am 1. März 1974 wurde Groß Hegesdorf wie seine Nachbardörfer Kleinhegesdorf, Lyhren, Reinsdorf und Soldorf in die Gemeinde Apelern eingegliedert. Groß Hegesdorf hat wie die anderen Ortsteile keinen Ortsrat. Der letzte Gemeindebürgermeister war Heinrich Hecht.
Vor der Eingemeindung gab es im durch landwirtschaftliche Betriebe geprägten Groß Hegesdorf eine Grundschule, zwei Gaststätten mit Kolonialwarenladen und Post sowie eine Genossenschaftsbank. Im Südosten des Ortes liegt ein zu Zeiten der Gemeinde Groß Hegesdorf gegründeter Friedhof mit einer Friedhofskapelle. Träger ist seit 1974 die Samtgemeinde Rodenberg.
In früheren Jahren gab es einen Männergesangsverein, eine Theatergruppe und eine auch überregional auftretende Feuerwehrkapelle.
Es gibt in Groß Hegesdorf die Freiwillige Feuerwehr und ein Dorfgemeinschaftshaus.

## Sonstiges
Am Südwestrand des Dorfes gibt es ein Wildgehege mit Rehen.